# 卢佩·菲亚斯科
瓦萨卢·穆罕默德·哈科（英語：Wasalu Muhammad Jaco; 1982年2月16日—），艺名卢佩·菲亚斯科（英語：Lupe Fiasco，/ˈluːpeɪ/），是一名美国嘻哈歌手、制作人，同时还是1st & 15th娱乐公司的首席执行官。他于2006年因其广受好评的首张专辑《Lupe Fiasco's Food & Liquor》出名。他还以真名瓦萨卢·哈科加入了乐队日本卡通（Japanese Cartoon）。
2013年1月21日，費艾斯可在美國總統歐巴馬的就職典禮上表演，並在台上唱出對歐巴馬的不滿與批評，隨即被主辦單位請下台。

## 早年生活
瓦萨卢·穆罕默德·哈科出生于1982年2月16日出生於伊利諾州的芝加哥。他的父親雷·威斯特（Gregory Jaco）是前黑豹黨黨員，也曾是武术教练。
菲亚斯科在青少年时期受到了纳斯、Crucial Conflict、Pharoahe Monch、杰斯和Geto Boys等艺术家的影响，这些影响后来在他的音乐风格中得到了体现。 菲亚斯科在1996年时开始尝试说唱，并与朋友组建了一个名为1500s的团体。

## 音樂作品
- 《Lupe Fiasco's Food & Liquor》 (2006年)
- 《Lupe Fiasco's The Cool》 (2007年)
- 《Lasers》 (2010年)
- 《Food & Liquor II: The Great American Rap》 (2012年)
- 《Tetsuo & Youth》 (2015年)
- 《Drogas Light》 (2017年)
- 《Drogas Wave》 (2018年)
- 《Drill Music in Zion》 (2022年)
- 《Samurai》 (2024年)

## 影視作品
- 《Rhythm + Flow》 (2019年)
- 《Beat n Path》 (2018年)